# 녹음실
녹음실(錄音室)은 소리를 매체에 기록하기 위한 장치를 갖춘 건축물 또는 방이다. 다양한 녹음 재생 기기를 대비하고 건축과 인테리어의 설계 · 시공도 외부로부터의 소음이나 진동의 영향을 받지 않도록 배려된다.

## 같이 보기
- 영화 스튜디오
- 텔레비전 스튜디오